# Clinton County (New York)
Clinton je okres amerického státu New York založený v roce 1788 oddělením od okresu Washington.
Clinton sousedí s okresem Grand Isle (stát Vermont) na východě, s okresem Chittenden (stát Vermont) na jihovýchodě, s Essexem na jihu a s okresem Franklin na západě.
Počet obyvatel: 82 166 (v roce 2006), 79 894 (v roce 2000)
Ženy: 49 % (v roce 2005)